# Martin Paasoja
Martin Paasoja (Kärdla, 4 gennaio 1993) è un cestista estone.